# Васин, Николай Алексеевич
Николай Алексеевич Васин (1922—1944) — лейтенант Рабоче-Крестьянской Красной Армии, участник Великой Отечественной войны, Герой Советского Союза (1945).

## Биография
Николай Васин родился 22 сентября 1922 года в Туле в рабочей семье. Окончил девять классов школы и аэроклуб, после чего работал слесарем Тульского оружейного завода. В 1941 году Васин был призван на службу в Рабоче-Крестьянскую Красную Армию Тульским городским военным комиссариатом. В 1942 году он окончил военную авиационную школу пилотов в Одессе. С сентября 1943 года — на фронтах Великой Отечественной войны. Принимал участие в боях на Западном и 2-м Белорусском фронтах.
К октябрю 1944 года лейтенант Николай Васин командовал звеном 62-го штурмового авиаполка 233-й штурмовой авиадивизии 4-й воздушной армии 2-го Белорусского фронта. К тому времени он совершил 117 боевых вылетов, в ходе которых уничтожил 15 танков, 76 автомашин, 33 орудия артиллерии и ПВО, 50 вагонов, 2 склада с боеприпасами и топливом, около 40 вражеских солдат и офицеров. Принимал участие в освобождении Орши, Витебска, Могилёва, Минска, Гродно в ходе Белорусской операции 1944 года. 28 июня 1944 года в составе группы штурмовиков «Ил-2» Васин нанёс вражеский удар по вражеским позициям, уничтожив около 200 вражеских солдат и офицеров, 40 автомашин, 5 артиллерийских орудий.
15 октября 1944 года Васин вылетел на боевое задание ведущим восьмёрки Ил-2. Группе предстояло произвести штурмовку скопления вражеской артиллерии и танков в районе Дзержаново – Помаски (ныне сёла в гмине Шелькув, Макувский повят, Мазовецкое воеводство, Польша). Над целью его самолёт был подбит зенитным огнём, и лётчик направил на неё горящую машину, погибнув при этом.
Указом Президиума Верховного Совета СССР от 18 августа 1945 года за «образцовое выполнение боевых заданий командования на фронте борьбы с немецкими захватчиками и проявленные при этом мужество и героизм» лейтенант Николай Васин посмертно был удостоен высокого звания Героя Советского Союза. Также был награждён орденами Ленина, Красного Знамени, Отечественной войны 1-й степени, Красной Звезды, Славы 3-й степени, а также рядом медалей.
В честь Васина названа улица в Туле, на здании городской школы № 16 установлена мемориальная доска.